# پاتریارک‌نشین ارتدکس یونانی اورشلیم
پاتریارک‌نشین ارتدکس یونانی اورشلیم (یونانی: Πατριαρχεῖον Ἱεροσολύμων) یک کلیسای خودمختار در جامعه گسترده‌تر کلیسای ارتدکس شرقی است.